# Pürgen
Pürgen é um município da Alemanha, no distrito de Landsberg, na região administrativa de Oberbayern, estado de Baviera.